# روبرت بيتن
روبرت بيتن (بالإنجليزية: Rupert Peyton)‏ هو مؤرخ وصحفي وسياسي أمريكي، ولد في 14 فبراير 1899 في مقاطعة بوسير في الولايات المتحدة، وتوفي في 19 أكتوبر 1982 في شريفبورت في الولايات المتحدة. حزبياً، نشط في الحزب الديمقراطي. وقد انتخب عضو مجلس نواب لويزيانا.